# Sundel bolong
Pour les articles homonymes, voir Bolong.
Dans la mythologie indonésienne, essentiellement sur l'ile de Java, un sundel bolong est un fantôme de l'archipel, une femme avec de beaux cheveux longs et une longue robe blanche (sa forme est semblable à celle de Kuntilanak).
Le mythe est étroitement lié aux prostituées, car sundel bolong signifie « prostituée trouée », en référence au grand trou qui apparaîtrait dans son dos.

## Étymologie
Le nom Sundel Bolong vient de l'apparence physique du fantôme. Le mot sundel signifie « prostituée » et bolong en javanais signifie littéralement « trou ». Les études de folklore moderne estiment que le mythe a été développé dans la culture de Java pour dissuader la prostitution qui s'est développée pendant la colonisation des Indes orientales néerlandaises.

## Mythologie
Dans le folklore, le Sundel Bolong est l’âme d’une femme décédée alors qu’elle était enceinte hors mariage et a donc accouché dans sa tombe. Au cours de l'accouchement, le bébé serait sorti de son dos (ce qui y a créé un trou) qui est caché aux yeux des hommes par ses longs cheveux noirs.
Les victimes de l’esprit Sundel Bolong sont principalement des hommes et des enfants. En tant qu'esprit vengeur, qu'on dit aussi esprit sensible, elle est réputée castrer les hommes qui la rejettent. En ce qui concerne les enfants et principalement les nouveau-nés, elle les prend pour les siens car on pense qu’elle a perdu son enfant après la naissance.
Sundel Bolong est apparu dans de nombreux films. En 1981, un film d’horreur pour adultes, Sundel Bolong, est réalisé par Sisworo Gautama Putra, et en 2007, Legenda Sundel Bolong puis en 2018 Suzzanna: Buried Alive.

## Dans la culture populaire
- Dans Marvel Anime: Blade , les Sundel Bolong sont décrits comme une sous-espèce de vampire asiatique.
- Dans le jeu d'horreur DreadOut développé par Digital Happiness, Sundel Bolong est présenté comme l'un des fantômes.

## Voir également